# Bastien Salabanzi
Bastien Salabanzi, francoski poklicni rolkar, * 18. november 1985, Dijon, Francija.
Salabanzi je najbolj znan po svojih sposobnostih na tekmovanjih, saj je že pri zelo mladih letih zmagal na praktično vseh največjih tekmovanjih. Njegov položaj na rolki je regular.
| - Jart (2008 - ) - Etnies (2004 - ???) - Flip (??? - ???) - Quicksilver (??? - ???) - Fury (??? - ???) - Lordz (??? - ???) - Rusty (??? - ???) - Vans (??? - 2004) | - Really sorry (Flip, ???) |